# Петрос (пеликан)

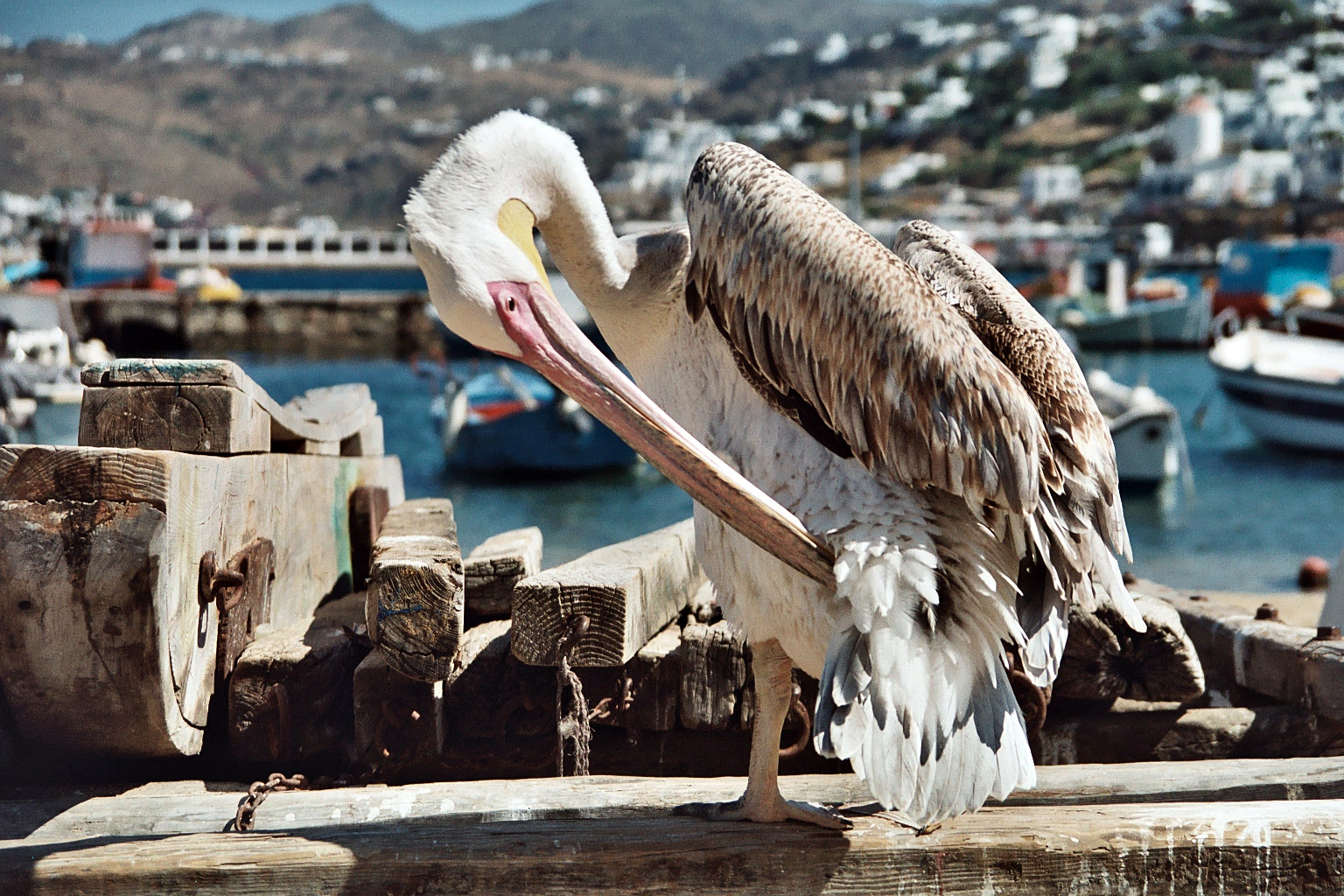
Фото Петроса 2003 года.

Пеликан Петрос (греч. Πέτρος ο πελεκάνος) — розовый пеликан, официальный талисман греческого острова Миконос, Киклады.
В 1958 году местный рыбак во время шторма нашел раненого розового пеликана. Он забрал его с собой в порт, там птицу вылечили и хорошо кормили. В конце концов он остался жить среди людей и получил от миконосцев имя Петрос. Ручной пеликан, кроме того, стал настоящим символом острова, привлекая внимание туристов.
Однако 2 декабря 1985 года птицу зацепил автомобиль и протащил несколько метров. На этот раз птицу вылечить не удалось. Это событие имело такой резонанс, что почти одновременно Джеки Кеннеди-Онассис подарила миконосцам розового пеликана (её назвали Ирине), а Гамбургский зоопарк тоже направил на остров пеликана, названного также Петросом.
В начале 1995 года жители Миконоса нашли ещё одного раненого молодого пеликана. По традиции его вылечили и дали имя Николаос. Сама птица очень быстро адаптировалась к жизни среди людей, а также подружилась со своими двумя предшественниками.
Поэтому сейчас на острове обитают три ручных пеликана; они свободно гуляют по улицам, традицией для туристов стало кормление птиц. Некоторые отели на острове названы в честь Пеликана Петроса (Pelican Art Hotel, Pelican Hotel).